# De Katte
De Katte, plus connu sous le nom de Katte, est un hameau de la ville de Lokeren, en Flandre-Orientale.

## Particularités
Le hameau est connu localement comme l'endroit où les gens laissent leurs chats. 
Le sentier de grande randonnée 122 le traverse.